# Bauerschaft Windrath
Die Bauerschaft Windrath war bis zum 19. Jahrhundert eine der untersten Verwaltungseinheiten im ländlichen Außenbezirk der bergischen Bürgermeisterei Hardenberg im Kreis Elberfeld des Regierungsbezirks Düsseldorf innerhalb der preußischen Rheinprovinz.
Zuvor gehörte die Bauerschaft zur Herrschaft Hardenberg im Herzogtum Berg. Im Zuge einer Verwaltungsreform innerhalb des Großherzogtums Berg wurde 1808 die Bürgermeisterei Hardenberg gebildet.
Laut der Statistik und Topographie des Regierungsbezirks Düsseldorf von 1832 gehörten zu der Bauerschaft folgende untergeordnete Ortschaften und Wohnplätze: Zu Knürsches, Zu Schnitzes, Zu Oerk, Im Igelsbruch, Im Thal, Aufm Hof, Zur Helten, Im Jute, Zu Kleines und Zu Schäpers.
Das Gemeindelexikon für die Provinz Rheinland listet die Ortschaften und Wohnplätze 1888 detailliert auf: Böskesschmitte, Bruch, Brücke, Dahl, Eckern, Eierbusch, Hagen, Hahnenbusch, Hassel I, Hassel II, Hassel III, Hellerbusch, Hof, Horst, Hühnerbusch, Igelsbruch, Im Busch, In den Hülsen, Judt, Juterbusch, Kleinobs, Klein Obsberg, Klukenbusch, Knürschhaus, Köttgen, Küppersbruch, Lippesfeld, Lippeskothen, Lückenhaus, Obenhageroth, Örk, Pillenbusch, Rinkenbusch, Rüb, Schelenhaus, Schepers, Schmittshaus, Sondern, Stodt, Stöckern, Tente, Timpen, Triebel, Untenhageroth, Windrather Schule, Wüstenhof und Zur Hellen. Zu dieser Zeit lebten in diesen Orten 424 Menschen in 60 Wohnhäusern.
Mehrere der davon heute noch existierenden Höfe widmen sich der ökologischen Landwirtschaft.
An der Donnenberger Straße steht die kleine Windrather Kapelle, die aus dem Mittelalter stammen soll. Darin findet heute noch einmal im Monat ein Gottesdienst statt.